# 年金積立金管理運用独立行政法人に関する政策
年金積立金管理運用独立行政法人に関する政策（ねんきんつみたてかんりうんようどくりつぎょうせいほうじんにかんするせいさく）とは、年金積立金管理運用独立行政法人(GPIF)に関した政治の動向である。

## 概要
安倍晋三首相は2014年5月1日、シティ・オブ・ロンドンで次のように演説した。
「世界最大の年金基金、7300億ポンドを超える運用資産を持つGPIFについては、1月、ダボスでお話をしたように、”forward-looking”な改革を進めて参ります。その一環として、ファンドマネジメントのストラテジーを決める委員会のメンバーが一新されました。ドリルの刃は最大速度で回転しています。」
2014年9月10日、バンカメとメリル・リンチ主催の「ジャパンコンファレンス」が開かれ、舛添要一東京都知事は東京を「国際金融センター」とする構想の一環として、都の公金の一部を株式に投資できるよう許可を求めていく意向を明らかにした。
2014年12月17日、厚労省は理事会を合議制にする原案を示した。政府からの独立性を高めるため、資産構成の変更に厚生労働相の認可を不要にすることも検討している。
2015年2月24日、新設された最高投資責任者に法的認可を与える法案を閣議決定。同ポストには英国の未公開株投資会社コラーキャピタル出身の水野弘道氏が1月に就任した。一方、三谷隆博理事長は3月末で任期満了となったが、後継者が見つからず再任された。5月、厚労省出身の大江雅弘氏が総務・企画担当理事に就いた。

## 資産構成の変更について
2013年10月2日に日銀が、ルクセンブルクにあるクリアストリームという国際証券集中保管機関、およびゴールドマン・サックス、バークレイズ、JPモルガン・チェース、シティバンクなど英米系金融機関を招致し、日銀ネット活用の名目で国債を流動化する方針を固めた。
2014年10月から、GPIFは国内株式での運用比率の目安を12%から20%台半ばに大幅に引き上げる方向で調整していた。麻生太郎財務相との協議を経て塩崎恭久厚生労働相が決定すると報じられた。従来の上限は18%だった。
2014年10月21日、塩崎厚生労働相は記者会見でGPIFが日本株の目安を20%台半ばまで引き上げるとの報道について「全く知らない」としており、「有識者会議や成長戦略にのっとって議論してもらっている」と述べていた。同日、有識者会議の座長を務める伊藤隆敏は日本記者クラブで記者会見し、年金支払いに伴う積立金取り崩し部分へは保有する国債を充て、残りの90兆円は10年超の運用を前提に、リターンが国債よりも高くなるものに投資するのが望ましいと答えた。
2014年10月31日から国内債券35%、国内株式25%、外国債券15%、外国株式25%になった。短期資産は資産構成から外された。2012年12月末から2014年の変更までの運用内訳は国内債券60.14%、国内株式12.92%、外国債券9.82%、外国株式12.90%、短期資産4.23%であった。
2014年10月31日からの新しい資産構成を過去10年間にあてはめたGPIFの試算によると、リーマン・ショックがあった2008年度は30兆円の赤字になる。